# Алмедин Зиљкић
Алмедин Зиљкић (Нови Пазар, 25. фебруара 1996) је босанскохерцеговачки фудбалер који игра на позицији лијевог крила, а тренутно наступа за Сарајево.

## Каријера
Зилкић је поникао у млађим категоријама Новог Пазара да би 2014. године прешао у омладински тим Војводине. После шест месеци прелази у Доњи Срем. У јулу 2015. године се враћа у свој матични клуб Нови Пазар и потписује уговор на три године. Своју прву утакмицу у Суперлиги Србије одиграо је против Јавора из Ивањице. Дана 30. августа 2016. напушта Нови Пазар и прелази у хрватског друголигаша Горицу. Касније наступа за тузланске клубове Слободу и Тузла Сити, а затим га каријера води у Републику Српску где у јануару 2019. потписује уговор са бањалучким Борцем. Са екипом Борца је освојио титулу првака Босне и Херцеговине у сезони 2020/21. По окончању ове сезоне је напустио Борац, након чега је потписао двогодишњи уговр са Олимпијом из Љубљане. Почетком 2023. године прешао је у Сарајево.